# Eriosema raynaliorum
Espèce
Statut de conservation UICN

 LC  : Préoccupation mineure
 Eriosema raynaliorum  Jacq.-Fel. est une espèce de plantes à fleurs de la famille des Fabaceae et du genre Eriosema. C'est un arbuste endémique du Cameroun.

## Distribution et habitat
Cette plante est endémique du Cameroun de la région de l'Adamaoua, à 37 km de Ngaoundéré. C'est un petit arbuste tolérant au feu trouvé dans les prairies rocheuses, à 1 200-1 700 m d'altitude.